# 横浪黒潮ライン

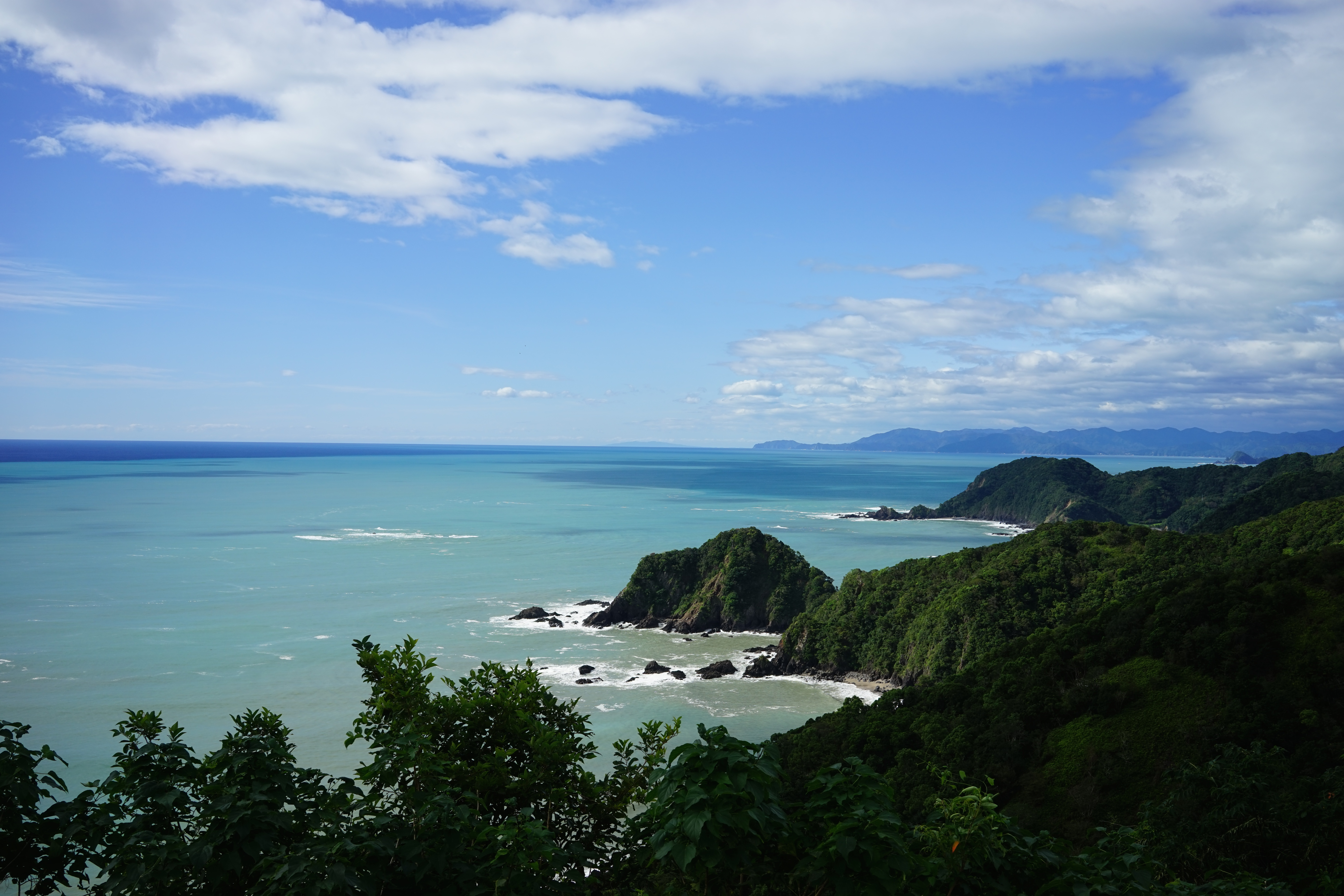
横浪黒潮ラインからの風景

横浪黒潮ライン（よこなみくろしおライン）は、高知県土佐市から須崎市を結ぶ横浪半島を縦断する道路である。別名、横浪スカイラインとも呼ばれている。県道の路線名は高知県道47号横浪公園線であり、起点は同一だが終点は土佐市鷹ノ巣（国道56号交点）である。

## 概要
高知県の土佐湾に東西に細長く伸びる横浪半島の南側断崖の尾根に沿って縦断する延長約19 kmの道路で、東端は浦ノ内湾口に架かる宇佐大橋から西へ向かい、西端の浦ノ内湾の最深部沿岸まで続く。かつては横浪有料道路という道路で、有料道路当時の通行料金は、普通車で260円だった。
沿道は複雑な形をしたリアス式海岸がみられ、南に太平洋を、北には波が穏やかで横方向に波紋を描くところから“横浪三里”とも呼ばれる浦ノ内湾を眼下に望むことができる。高知出身の漫画家楠みちはる著作『シャコタン☆ブギ』の作中には、度々横波スカイラインが舞台として描かれている。

### 路線データ
- 延長：18.8 km
- 起点：高知県土佐市宇佐町宇佐
- 終点：須崎市浦ノ内東分中ノ浦

## 歴史
- 1993年（平成5年）5月11日 - 建設省から、県道宇佐須ノ浦須崎線・県道浦ノ内鷹ノ巣線が横浪公園線として主要地方道に指定される[3]。
- 1998年12月10日：横浪有料道路が無料開放。

## 路線状況
桂浜から黒潮ラインを西へ向かい、高知県道23号須崎仁ノ線から南方面へ分岐する。宇佐大橋を渡って横浪半島の東端部へ渡った先に休憩所がある。さらに近くに竜の浜駐車場がある。森の中に入り途中に、同パーキングには武市半平太先生像が設置されている「須ノ浦パーキング」がある。浦ノ内湾沿いを走っていくと再び高知県道23号須崎仁ノ線に合流する。

### 道路施設

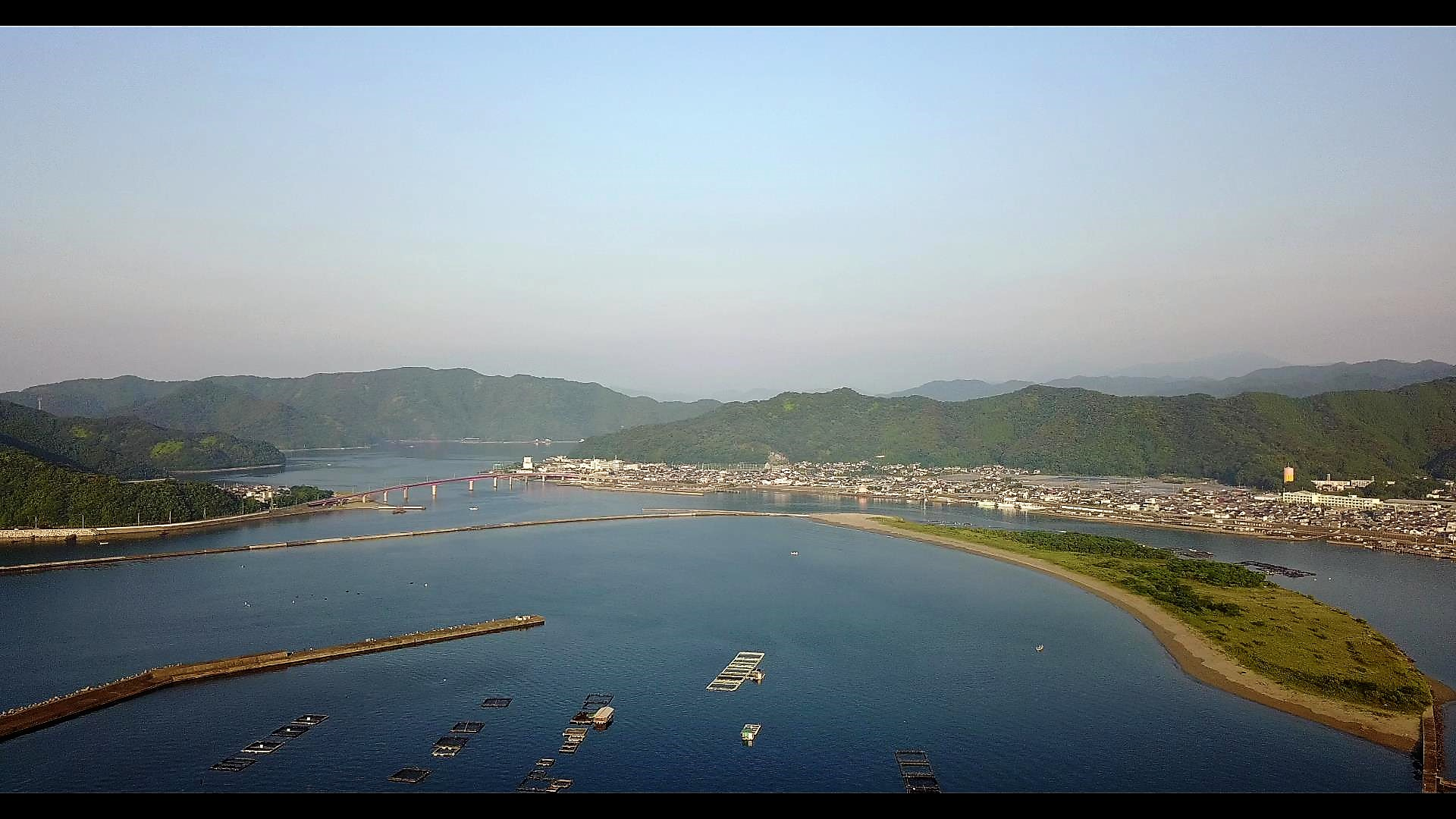
宇佐湾に架かる宇佐大橋

- 宇佐大橋

## 地理
標高は低いが、山岳道路風のワインディングロードである。道路の両端は海沿いのところに位置し、短い距離の曲がりくねった道で標高を上げて、断崖尾根伝いに道が続いていく。複雑な海岸線地形のリアス式海岸や、太平洋を展望しながら走れる区間が多い。沿線には、スポーツ強豪校で知られる明徳義塾中学校・高等学校がある。

### 交差する道路
- 高知県道23号須崎仁ノ線（土佐市宇佐町宇佐、起点）
- 高知県道23号須崎仁ノ線（須崎市浦ノ内東分中ノ浦、横浪黒潮ライン終点）
- 国道56線（土佐市鷹ノ巣、県道47号横浪公園線終点）

### 沿線にある施設など
- 浦ノ内湾
- 宇佐大橋
- 四国八十八箇所第36番札所青龍寺
- 明徳義塾中学校・高等学校
- 鳴無神社